# Direktor an einer Gesamtschule
Direktor an einer Gesamtschule (GeD) ist eine Amtsbezeichnung im Schuldienst an Gesamtschulen in mehreren deutschen Bundesländern (u. a. Hessen, Nordrhein-Westfalen). Als Beamter gehört ein Direktor an einer Gesamtschule der Laufbahn des Höheren Dienstes an (Besoldungsgruppe A 15).
Die Amtsbezeichnung des Direktors an einer Gesamtschule führen in der Regel der Ständige Stellvertreter des Schulleiters (die Stelle ist teilweise mit einer Amtszulage ausgestattet) sowie in NRW der Didaktische Leiter und der Abteilungsleiter der Sekundarstufe II.
Direktoren an einer Gesamtschule sind in NRW Mitglieder der Schulleitung.
Das nächste Beförderungsamt ist der Leitende Gesamtschuldirektor (LGeD).